# Port lotniczy Catacamas
Port lotniczy Catacamas (hiszp. Aeropuerto de Catacamas; IATA: CAA, ICAO: MHCA) – port lotniczy zlokalizowany w honduraskim mieście Catacamas.